# 河合英嗣
河合 英嗣（かわい えいじ、1974年9月19日 - ）は、日本の作詞家、作曲家、編曲家、ギタリスト。石川県出身。POPHOLIC所属。

## 経歴
1991年、高校入学と同時にギターを始め、いくつかのバンド活動を経た後、1994年に音楽ユニット「BIIR」を結成し、ギターと楽曲制作を担当。
地元金沢を中心に活動後、1998年「DISTANCE〜遠くはなれて近づく愛」で東芝EMIよりメジャーデビュー。
以降、4枚のシングル、2枚のアルバムを発表し、2002年2月をもって解散。
解散以降は、作詞・作曲・編曲のコンポーザー活動を中心に、ギタリスト、スタジオミュージシャン、ライブサポートとして幅広く活動中。

## 提供作品
アイドルカレッジ
- 「Wonderful Story」（編曲・ギター）

蒼井翔太
- 「DDD」（編曲・ギター）
- 「north star」（編曲・ギター）

イケてるハーツ
- 「GIRL, Me♥」（編曲）

Mi
- 「LOVE KEY」（作曲・編曲）
- 「LOVE PARTY」（編曲）

小倉唯
- 「ガーリッシュエイジ」（編曲・ギター）

神楽坂ゆか
- 「Jealous」（編曲）

かなでももこ
- 「流れ月」（編曲・ギター）

金元寿子
- 「Fantastic Voyage」（編曲・ギター）
- 「まぁいっか!」（編曲・ギター）

カンノユキ
- 「Walk again」（作曲・編曲・ギター）

喜多修平
- 「Secret Garden」（編曲・ギター）

喜多村英梨
- 「Be Starters!」（山口朗彦と共編曲・ギター）
- 「彩-sai-」（編曲・ギター）
- 「Be A Diamond」（作曲・編曲・ギター）
- 「Happy Girl」（作曲・共編曲・ギター）（編曲は山崎寛子と共作・ギター）
- 「ココロノリズム」（編曲・ギター）
- 「Destiny」（山崎寛子と共編曲・ギター）
- 「Miracle Gliders」（作曲・編曲・ギター）
- 「Over〜夜空の約束〜」（作曲・編曲・ギター）
- 「Birth」（編曲・ギター）
- 「Lifetime Trader」（作詞・編曲・ギター）
- 「掌 -show-」（共作詞・作曲・編曲・ギター）（作詞は喜多村英梨と共作）
- 「Greedy;(cry)」（作曲・編曲）
- 「incomplete」（編曲）
- 「re;story」（山崎寛子と共編曲）
- 「Veronica」（作詞・作曲・編曲・ギター）
- 「足跡」（作曲・編曲・ギター）
- 「alive」（山口朗彦と共編曲・ギター）
- 「Baby Butterfly」（作詞・作曲・編曲・ギター）
- 「LOVE&HATE」（作詞・作曲・編曲・ギター）
- 「brand-new blood」（作詞）
- 「→↑」（編曲・ギター）
- 「My Singing」（編曲・ギター）
- 「月詠ノ詩」（山崎寛子と共編曲・ギター）
- 「Sha-le-la」（編曲・ギター）
- 「sentiment」（作曲・編曲・ギター）
- 「Pleasure→Link」（編曲・ギター）
- 「＼m／」（作曲・編曲・ギター）
- 「Chu→ning♪」（作曲・編曲・ギター）

Kimeru
- 「風が止むまで」（編曲・ギター）

小西遼生
- 「バイバイ」（作詞）

Seattle Standard Café
- 「12112」（作曲）

ジャニーズ事務所関連
- 嵐
  - 「彼方へ」（TAKAROTと共編曲・ギター）
  - 「カンパイ・ソング」（編曲・ギター）

- A.B.C-Z
  - 「A.B.C-Z LOVE」（編曲・ギター）

- KAT-TUN
  - 「GIRLS」（作曲・編曲・ギター）
  - 「遙か東の空へ」（編曲・ギター）
  - 「Believe In Myself」（編曲・ギター）
  - 「Polaris」（編曲・ギター）
  - 「ありがとう」（編曲・ギター）
  - 「雨に咲く哀、夜に泣く藍」（Janne Hyotyと共編曲・ギター）
  - 「GREATEST JOURNEY」（編曲・ギター）
  - 「Rabbit or Wolf」（編曲・ギター）
  - 「STEP BY STEP」（編曲・ギター）
  - 「TRIANGLE」（編曲・ギター）
  - 「SUMMER EMOTION」（編曲・ギター）

- 関ジャニ∞
  - 「ふわふわポムポム」（編曲）

- Kis-My-Ft2
  - 「AAO」（編曲・ギター）

- Sexy Zone
  - 「Don't Stop Sexy Boyz」（編曲・ギター）
  - 「Teleportation」（編曲・ギター）
  - 「CRY」（編曲・ギター）

- 舞祭組
  - 「てぃーてぃーてぃーてれって てれてぃてぃてぃ 〜だれのケツ〜 (ユーロビートバージョン)」（編曲）
  - 「やっちゃった!! (ユーロビートバージョン)」（編曲）

- U&S
  - 「UpdateS」（黒須克彦と共作詞）

純情のアフィリア
- 「ミライボタン」（編曲・ギター）
- 「Precious memories」（編曲・ギター）

柴田あゆみ
- 「Love Me More」（作詞・作曲・編曲・ギター）
- 「Ruby」（作曲・編曲・ギター）
- 「smile」（作詞）

スターダストプロモーション関連
- 超特急
  - 「FLASHBACK」（作詞）

- ももいろクローバーZ
  - 「ありがとうのプレゼント」（作曲・編曲）

スムルース
- 「ドミノ」（編曲）
- 「地図を描いて」（編曲）
- 「雨はもうやんでいた」（編曲）
- 「ともだちファミリーレストラン」（編曲）
- 「よるをつないで」（編曲）
- 「盾と盾」（編曲）

ZEN THE HOLLYWOOD
- 「クレイジーヒーロー」（編曲・ギター）

ソニン
- 「奮起せよ!」（編曲・ギター）

辻希美
- 「勇気100%」（編曲・ギター）

ティーナ・カリーナ
- 「青葉城恋唄」（編曲・ギター）
- 「秋桜」（編曲・ギター）
- 「悲しい色やね」（編曲・ギター）

野中藍
- 「Hop Step Love」（作曲・編曲・ギター）

間慎太郎
- 「ハローベイベ」（編曲・ギター）

ハロー!プロジェクト関連
- ℃-ute
  - 「我武者LIFE (Acoustic Ver.)」（編曲・ギター）

- 美勇伝
  - 「最後の夏休み」（編曲・ギター）
- 真野恵里菜
  - 「お願いだから…」（編曲・ギター）
  - 「元気者で行こう!」（編曲・ギター）
  - 「青春のセレナーデ」（編曲・ギター）
  - 「Song for the DATE」（編曲・ギター）
  - 「青空が笑ってる」（編曲）

バンドじゃないもん!
- 「ヒーローズ」（編曲）

MAD CATZ
- 「モノクロmap」（編曲）
- 「キミトノキズナ」（編曲）
- 「幸せのカタチ」（編曲）
- 「We Will Change」（編曲）
- 「初恋」（編曲）

皆川純子
- 「Forever & Ever」（作詞・編曲・ギター）
- 「sing」（作詞・作曲・編曲・ギター）
- 「Cruel」（作曲・編曲）

宮野真守
- 「Sea Tide」（作詞・作曲・編曲・ギター）

ミルキィホームズ
- 「アコガレmake your dream」（作曲・編曲・ギター）

矢沢洋子
- 「H♡NEY BUNNY」（作曲）
- 「don't look back」（作曲）

ゆいかおり
- 「カナリア」（編曲・ギター）

yozuca*
- 「チェーリング」（編曲・ギター）
- 「ヒトリゴト」（編曲・ギター）
- 「Fly together」（編曲・ギター）
- 「Only1?」（編曲・ギター）
- 「赤い糸」（編曲）

yozurino*
- 「Hello Future」（編曲）

LoVendoЯ
- 「ギラギラ伝説」（編曲・ギター）
- 「出発の鐘」（編曲・ギター）
- 「GAME」（編曲・ギター）

### アニメ・ゲームソング
アイ★チュウ
- 「FIX ME」（編曲）
- 「SAVIOR」（作詞・ギター）

アイドルマスターシリーズ
- ぷちます! -PETIT IDOLM@STER-
  - 「Pu-Ru-Ru」（編曲・ギター）

いちご100%
- 「陽のあたる場所」（編曲）
- 「夏祭り恋風」（編曲）

イナズマイレブンシリーズ
- イナズマイレブンGO
  - 「同じ夢を見てる」（編曲・ギター）
  - 「明日のフィールド」（作曲・編曲・ギター）
  - 「B.E.L.I.E.V.E.」（作曲・編曲・ギター）
  - 「炎の理由」（作曲・編曲・ギター）
  - 「アイスロード」（編曲・ギター）
  - 「FIELD OF LOVE」（編曲・ギター）

S.S.D.S. 〜Super Stylish Doctors Story〜
- 「Nice to Meet You!」（作詞・作曲・編曲・ギター）
- 「Hop Step Kiss」（作詞・作曲・編曲・ギター）
- 「re:build」（作詞・編曲・ギター）
- 「Viva La Fiesta」（作詞・編曲・ギター）
- 「Want Your LUV」（作詞・作曲・編曲・ギター）
- 「彷徨の果て」（作詞・作曲・編曲・ギター）
- 「Feel Love! Feel Live!」（作詞・作曲・編曲・ギター）
- 「Eyes for you」（作詞・作曲・編曲・ギター）
- 「Night&day 〜想〜」（作詞・作曲・編曲・ギター）
- 「未来の鼓動」（編曲・ギター）
- 「NEVER EVER」（作詞・編曲・ギター）

エロマンガ先生
- 「FREEDOM GIRL」（作曲・編曲・ギター）

お兄ちゃんのことなんかぜんぜん好きじゃないんだからねっ!!
- 「YELL〜ホイッスルはその胸に〜」（作曲・編曲・ギター）

君のいる町
- 「Dear friend」（作曲・編曲・ギター）
- 「ここにいるよ」（作曲・編曲・ギター）
- 「虹色カレンダー」（作曲・編曲・ギター）
- 「Dear Friend」（作曲・編曲・ギター）

さよなら絶望先生
- 「プライベイトレッスン」（作曲・編曲・ギター）

THANATOS NiGHT
- 「スノードロップ」（編曲・ギター）

パパのいうことを聞きなさい!
- 「ソライロ」（作曲・編曲・ギター）
- 「Smile Continue」（作曲・編曲・ギター）

プリキュアシリーズ
- スマイルプリキュア!
  - 「One For All」（編曲・ギター）

- ドキドキ!プリキュア
  - 「HOLY SWORD 〜勇気はキズナ〜」（編曲・ギター）

ブレンド・S
- 「妄想ワーキングタイム」（作曲・編曲・ギター）

POSSESSION MAGENTA
- 「EMOTIONAL POSSESSION」（編曲・ギター）

MARGINAL＃4
- 「Lost Accessories」（編曲・ギター）

みなみけシリーズ
- みなみけ
  - 「経験値上昇中☆ Featuring HARUKA」（編曲）

- みなみけ 〜おかわり〜
  - 「ココロノツバサ」（作曲・編曲・ギター）
  - 「HAPPY☆MYらいふ」（編曲・ギター）

- みなみけ おかえり
  - 「トリプルLOVE 〜うちへおいでませ〜」（編曲）
  - 「絶対カラフル宣言 Featuring KANA」（編曲）
  - 「絶対カラフル宣言 Featuring CHIAKI」（編曲）

- みなみけ ただいま
  - 「トリプル*アテンション」（編曲・ギター）
  - 「シアワセ☆ハイテンション↑↑ featuring HARUKA」（編曲）
  - 「日常カレンダー」（編曲・ギター）
  - 「爽快Shooting」（作曲・編曲・ギター）
  - 「One two Skipで恋したい♡」（作曲・編曲・ギター）
  - 「KAIGAN!」（作曲・編曲・ギター）
  - 「LOVE POWER」（編曲・ギター）
  - 「幸せリビング」（作曲・編曲・ギター）
  - 「経験値上昇中☆ (Re-Mix2011)」（編曲）

### YouTube配信企画
- スペクタクルスペクトル
  - I'll（作詞・作曲・編曲）

## レコーディング参加
嵐
- 「Perfect Night」
- 「BORDER」
- 「ありのままで」
- 「Pray」
- 「Come Back」

有安杏果
- 「Catch up」

石原夏織
- 「Blooming Flower」

小倉唯
- 「Get over」
- 「Baby,Baby,Baby♡」

KAT-TUN
- 「BRAND NEW DAY」
- 「UNLOCK」
- 「GIMME LUV」
- 「Dead or Alive」
- 「You are DELICIOUS!」
- 「NOTHING ELSE MATTERS」
- 「PHANTOM」
- 「ART OF LIFE」

喜多村英梨
- 「Friend」

KOTOKO
- 「恋する森のfairy tale」

志方あきこ
- 「歪」

田村ゆかり
- 「夢見月のアリス」
- 「AMBER 〜人魚の涙〜」
- 「惑星のランデブー」
- 「最果ての森」

ティーナ・カリーナ
- 「みずいろの雨」
- 「愛燦燦」
- 「恋人よ」
- 「見上げてごらん夜の星を」

バクステ外神田一丁目
- 「アイドルがクラスメイトなのに、気付かないキミ達は情弱乙でしょ」

ハロー!プロジェクト関連
- Hello! Project
  - 「OH! BE MY FRIEND」

- Berryz工房
  - 「ハピネス 〜幸福歓迎!〜」

- モーニング娘。
  - 「TOP!」

ミルキィホームズ
- 「I DO MY BEST!!」
- 「乙女♡危機一髪」

ゆいかおり
- 「ゆびきりCalendar」
- 「marble」
- 「Telephone Call」

yozuca*
- 「風が鳴いている」

Ray
- 「Confession」

### 早見沙織
- 「Bleu Noir」

### アニメ・ゲームソング
アイ★チュウ
- 「Do!Do!Journey」

アイドルマスターシリーズ
- ぷちます! -PETIT IDOLM@STER-
  - 「Princess Snow White」
  - 「ドキッ♥ラブアトラクション」
  - 「ねがいひとつ」

あんさんぶるスターズ!
- 「アンリミテッド☆パワー!!!!!」

IS 〈インフィニット・ストラトス〉
- 「BEAUTIFUL SKY」

お兄ちゃんのことなんかぜんぜん好きじゃないんだからねっ!!
- 「Taste of Paradise」

SERVAMP-サーヴァンプ-
- 「唯一無二の君」

三者三葉
- 「ラズベリー畑でつかまえて」

実は私は
- 「SILENT NOTE」
- 「Day By Day」

スタプラ!
- 「シャララ☆ランデヴー」

のうりん
- 「も・ぎ・た・て♥フルーツガールズ」

灰と幻想のグリムガル
- 「Memories」

フューチャーカード バディファイト
- 「Buddy Buddy Fight!」
- 「ミライ☆チャレンジ」
- 「ワク☆ドキSHOOTER」

プリキュアシリーズ
- スマイルプリキュア!
  - 「SMILE FOREVER」

- ドキドキ!プリキュア
  - 「勇気の花」

僕らはみんな河合荘
- 「My Sweet Shelter」

MARGINAL＃4
- 「蒼の月」

未確認で進行形
- 「ウェルカム生徒会」

みなみけシリーズ
- みなみけ 〜おかわり〜
  - 「その声が聴きたくて」
  - 「ココロ晴れマーク」

- みなみけ ただいま
  - 「大好きとバカやろう」
  - 「プレーンな毎日」

ラブライブ!
- 「Music S.T.A.R.T!!」

## ライブサポート
- 喜多村英梨